# Gammel Hestehave
Gammel Hestehave er et naturområde i den østlige del af Svendborg på Fyn, der er kendt for sine gravhøje fra bronzealderen og spor fra tidligere bosættelser. Området havde betydning som et religiøst og socialt centrum i forhistorisk tid, og har mange arkæologiske fund.
Gammel Hestehave var et vigtigt område i bronzealderen (ca. 1800-1000 f.Kr.). De mest synlige tegn er de 23 gravhøje, hvor de døde blev begravet med personlige ejendele som smykker og våben.
Udover begravelser var Gammel Hestehave et sted for religiøse ritualer. I nærheden er fundet en sten med helleristninger, kendt som Æbleskivestenen, med 105 skåltegn. Derudover er der spor af ofringer, herunder et seletøj til en hest.
Området har været beboet siden stenalderen (ca. 5000 år siden). Der er fundet spor af begravelser i en hellekiste lavet af flade sten (heller) fra den sene del af yngre stenalder (ca. 4000-1700 f.Kr.).
Området bruges i dag af lokale til rekreation. 